# Castaic-Talsperre
Das Pumpspeicherwerk Castaic (Castaic Power Plant, auch Castaic Pumped Storage Plant)  mit sieben Turbinen/Generatoreinheiten, das vom Los Angeles Department of Water and Power (LADWP) betrieben wird, gehört zu den zehn größten Wasserkraftwerken der USA.

## Standort
Das Pumpspeicherwerk Castaic steht etwa 35 km entfernt von der nördlichen Stadtgrenze von Los Angeles am oberen Ende des Westarmes des Castaic-Sees. Das Gemeinschaftsunternehmen zwischen der Stadt Los Angeles (Los Angeles Department of Water and Power) und dem Staat Kalifornien (California Department of Water Resources) stellt aus dem Wassergefälle des westlichen Zweiges des California Aqueduct Spitzenlaststrom zur Verfügung. Die Vereinbarung zwischen beiden zum Bau des Projekts wurde am 2. September 1966 unterzeichnet.

## Castaic-Kraftwerk
The Castaic Power Plant hat sechs umkehrbare 250-MW-Maschinensätze (Pumpturbinen) mit Generatoren und eine konventionelle 55-MW-Hilfsmaschine. Zum Vergleich: der größte Generator an der Hoover-Staumauer leistet 130 MW. Die Dauerleistung des Kraftwerks ist 1247 Megawatt (die nominelle installierte Leistung ist höher [ca. 1500 MW], aber wenn die Maschinen unter voller Leistung laufen, werden sie durch Reibungsverluste im Wasserzufluss gebremst). Die 55-MW-Einheit (Unit 7) wurde im Februar 1972 in Betrieb genommen. Diese Einheit dient auch als Starthilfe für die sechs Pumpturbinen. Die erste davon ging 1973 in Betrieb. Einheit 6, die letzte, ging 1978 in Dienst. Die Generatoren erzeugen eine Spannung von 18.000 Volt, welche auf 230.000 Volt umgespannt werden, um zu verschiedenen Abnehmerstationen in Los Angeles verteilt zu werden. Jede der sechs 250-MW-Einheiten funktioniert sowohl als Pumpe wie als Turbine. Jede Pumpe hat eine Leistungsaufnahme von 235 kW, wenn sie mit einem Durchfluss von 65 m³/s pumpt.

## Pumpspeicherbetrieb
Das Pumpvorbecken, das vom Hauptreservoir durch einen Damm getrennt ist, funktioniert in Verbindung mit dem Pumpspeicherbetrieb. Das sichert die Verfügbarkeit von mindestens 12,3 Mio. m³ Wasser, das mit überschüssiger Energie in den Pyramid Lake zurück gepumpt werden kann. Der Pumpbetrieb stellt zusätzliches Wasser zur Stromerzeugung über den Zufluss aus dem Aquädukt zur Verfügung. Die Stadt Los Angeles braucht Strom für den Spitzenbedarf zwischen 3 und 6 Stunden am Tag im Winter bis zu 6 bis 10 Stunden am Tag im Sommer, abhängig von den Klimabedingungen. Das Wasser aus dem State Aqueduct wird in Zeiten niedrigen Verbrauchs im hochgelegenen Pyramid Lake zwischengespeichert. Dieses Wasser kann in kurzer Zeit durch die Turbinen geleitet werden, um sofort Spitzenbedarf abzudecken.

## Die Castaic-Talsperre

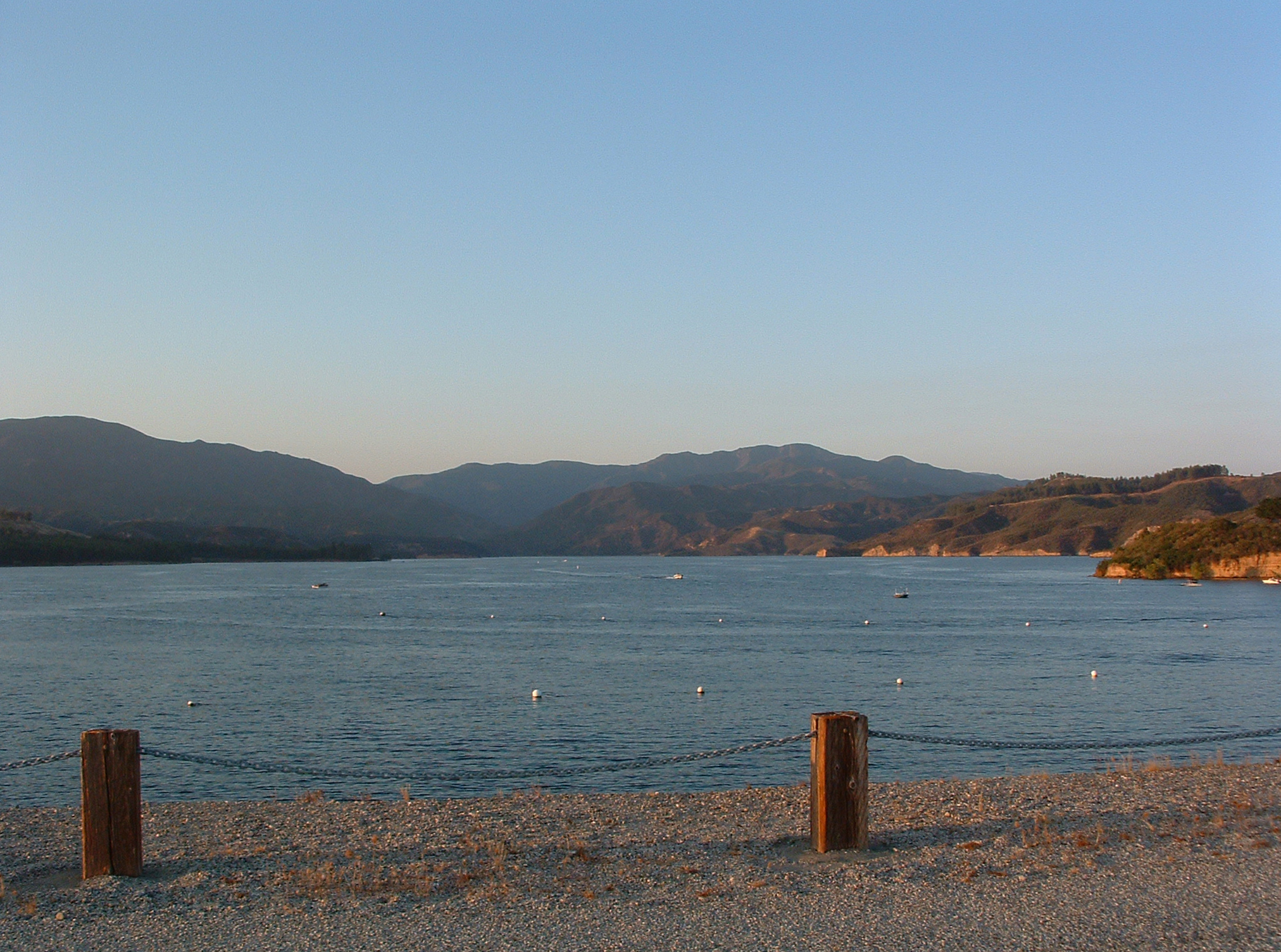
Der Castaic Lake

Die Castaic-Talsperre ist die Talsperre am Unterbecken, sie steht bei der Stadt Castaic (Kalifornien) und ist ein 100 m hoher und 1600 m langer Erdschüttdamm mit beidseitigen Oberflächen aus Steinen, die Erosion verhindern sollen. Auch wenn die Talsperre den Castaic Creek zum Castaic Lake aufstaut, liefert der Castaic Creek wenig Wasser. Der See ist der Abschluss des Westzweiges des California Aqueduct als Teil des California State Water Project. Die Talsperre wurde vom Staat Kalifornien gebaut und 1973 vollendet. Der Stausee speichert Trinkwasser für den westlichen Teil der Greater Los Angeles Area.
Am Fuß der Castaic-Talsperre steht noch ein kleines zusätzliches Wasserkraftwerk. Der sogenannte Foothill Feeder leistet 11 MW.

## Unterbecken Castaic Lake
Das Wasser aus dem Castaic-Kraftwerk fließt in den Elderberry Lake (ein Pump-Vorbecken), aus dem es in den Castaic Lake abgelassen werden kann, der von der Castaic-Talsperre aufgestaut wird. Der Castaic Lake hat eine Wasseroberfläche von 9 km² und eine Speicherkapazität von 400 Millionen m³. Er hat einen normalen maximalen Wasserstand von 459 m über dem Meer. Die Wassermenge im See variiert mit dem Wasserversorgungsbedarf im Westzweig des State Aqueduct.

## Oberbecken Pyramid Lake

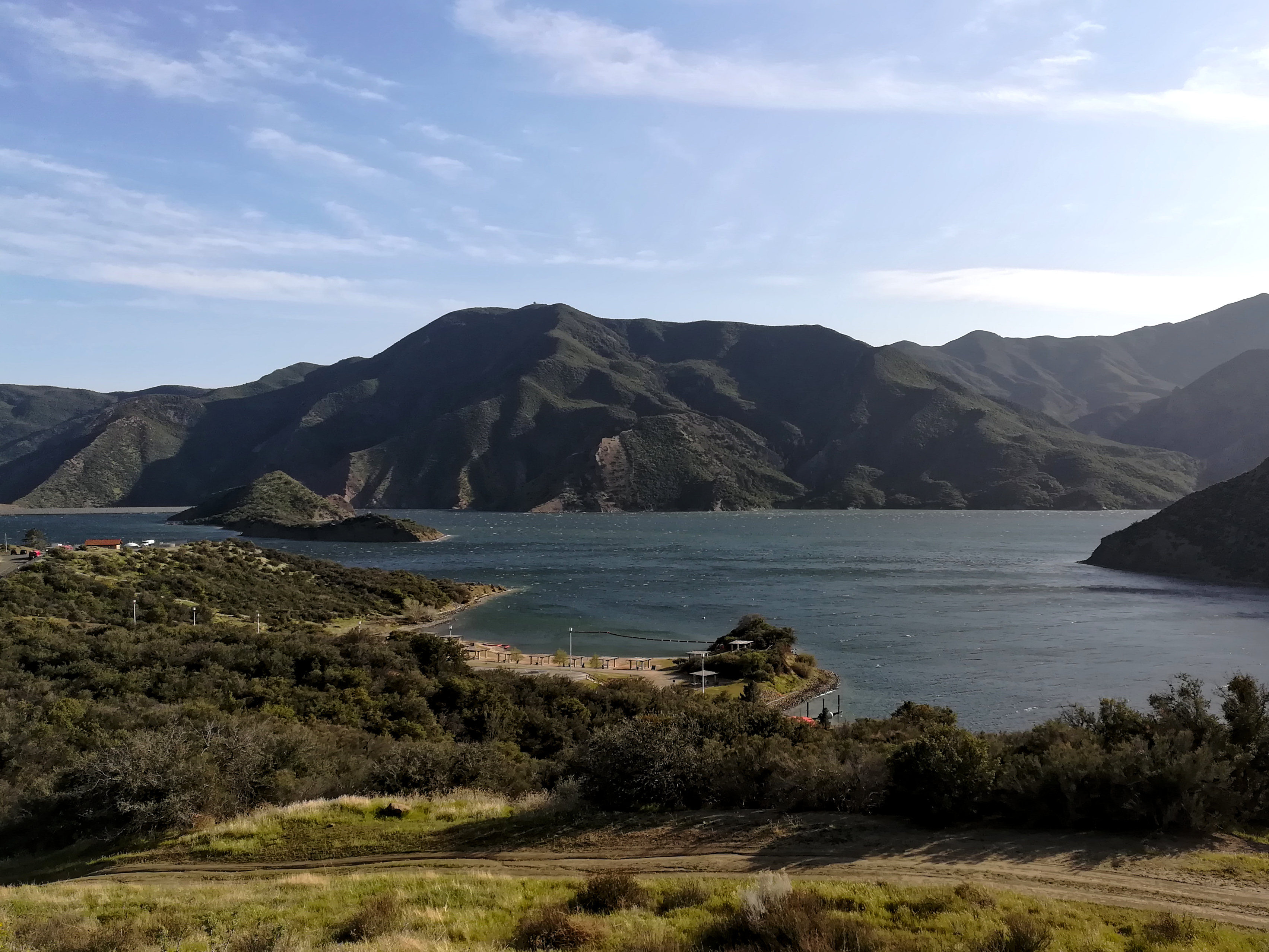
Der Pyramid Lake

Der Pyramid Lake hat eine Wasseroberfläche von 5,58 km² und eine Speicherkapazität von 222 Mio. m³ mit einer maximalen Wasserspiegelhöhe von 786 m über dem Meer. Der Pyramid Lake ist das obere Becken des Castaic-Pumpspeicherwerks. Das Kraftwerk ist mit dem Pyramid Lake durch einen 11,5 km langen Tunnel mit einem Durchmesser von 9 m verbunden. Darin befinden sich die Druckrohre, in denen das Wasser mit einer Fallhöhe von 323 m zum Kraftwerk fließt.

## Wasserschloss
Das Wasserschloss, ein wichtiger Bestandteil des Wasserkraftwerks, befindet sich am südlichen Ende des Angeles Tunnels. Man kann es vom Templin Highway aus sehen, und es wird oft für einen Wassertank gehalten. Es hat einen Durchmesser von 37 m und eine Höhe von 122 m, von denen 49 m oberirdisch sichtbar sind. Der Behälter dient dazu, Druck aus den Stollen und Druckrohren aufzunehmen, wenn das Kraftwerk heruntergefahren wird und die Leitungen schnell geschlossen werden, wodurch ein Druckstoß entsteht. Es dient auch dazu, den Turbinen beim Schnellstart Wasser zur Verfügung zu stellen, bevor sich das Wasser im 11 km langen Los Angeles Tunnel in Bewegung setzen kann.